# Bataille de Villaviciosa, 10 décembre 1710
La Bataille de Villaviciosa, 10 décembre 1710 est un tableau de Jean Alaux, peint en 1837. Il s'agit de l'une des œuvres visibles dans la galerie des batailles, au château de Versailles, en France.

## Description
La Bataille de Villaviciosa est une huile sur toile, de 4,65 m de haut sur 5,43 m de long. Elle représente une scène de la bataille de Villaviciosa, en 1710.

## Localisation
L'œuvre est située dans la galerie des batailles, dans le château de Versailles. Les toiles de la galerie étend disposées par ordre chronologique, elle est placée entre celles représentant la bataille de La Marsaille (1693) et la bataille de Denain (1712).

## Historique
En 1833, le roi Louis-Philippe, au pouvoir depuis 3 ans, décide de convertir le château de Versailles en musée historique de la France. La galerie des batailles est inaugurée en 1837. 33 toiles monumentales y sont disposées, dépeignant des épisodes militaires de l'histoire de France.
Jean Alaux peint la toile en 1837.

## Artiste
Jean Alaux (1786-1864) est un peintre français.